# Метеороид 13 октября 1990 года
13 октября 1990 года метеороид EN131090 оценочной массой 44 кг вошёл в атмосферу Земли над Чехословакией и Польшей и через несколько секунд вернулся в космическое пространство. Наблюдения таких коснувшихся метеоров довольно редки; это было второе такое событие, зафиксированное с помощью научных астрономических приборов (после Большого дневного болида 1972 года), и первое, зафиксированное с двух удалённых позиций, что позволило рассчитать несколько его орбитальных характеристик. Гравитация Земли значительно изменила орбиту объекта, а также некоторые его физические свойства (массу и структуру внешнего слоя).

## Наблюдения
О визуальных наблюдениях сообщили три независимых чешских наблюдателя: астрономы Павел Клашек, Люси Буличкова и Петр Правец. Согласно их отчёту, событие началось в 03:27:16±3 UT, наблюдаемый яркий метеор (болид) двигался с юга на север. Он оставил след, который был виден в течение 10 секунд.
Бо́льшая часть данных о метеороиде была получена с помощью фотографических наблюдений камерами Европейской болидной сети. Это было первое событие такого типа, зафиксированное камерами из двух удалённых мест — в Червена-Горе и Свратуче на территории современной Чешской Республики, что позволило рассчитать орбитальные характеристики метеороида геометрическими методами. Обе камеры были оснащены объективами «рыбий глаз», охватывающими весь небосвод.
Фотография, сделанная в Червена-Горе, была особенно ценной. Она зафиксировала траекторию болида примерно на 110°, начинающуюся на 51° над южным горизонтом, проходящую зенит всего на 1° к западу и исчезающую всего на 19° над северным горизонтом (таким образом, пересекая около 60 % неба). Камера также была оснащена вращающимся затвором, который прерывал экспозицию 12,5 раз в секунду и разделял отснятый след болида, позволяя определить его скорость. На протяжении последних 4° угловая скорость болида была ниже, чем разрешение прибора. Фотография, сделанная в Свратуче, зафиксировала траекторию только примерно на 15°, начиная с 30° над горизонтом на северо-западе, а сам метеор был виден довольно слабо. Несмотря на это, полученных данных было достаточно для расчётов.
Наблюдение метеора также осуществил Готфред М. Кристенсен, который зафиксировал его радиосигнал с помощью самописца, подключённого к радиоприёмнику в Гавдрупе (Дания). Сигнал фиксировался начиная с 03:27:24±6 UT на протяжении 78 секунд.

## Данные
Метеороид вошёл в атмосферу Земли довольно плавно (по сравнению, например, с Большим дневным болидом 1972 года). Он стал видимым на высоте 103,7 км к северу от Угерски-Брода (Чехословакия), приблизился к поверхности Земли на 98,67 км к северо-востоку от Вроцлава (Польша) и исчез из поля зрения камер на высоте 100,4 км к северу от Познани (Польша). Вероятно, он был виден до тех пор, пока он не достиг высоты 110 км над южной частью Балтийского моря.
Абсолютная звёздная величина метеороида (видимая звёздная величина, которую он имел бы на высоте 100 км в зените наблюдателя) составляла приблизительно -6 и существенно не изменялась в течение нескольких секунд наблюдения. За время наблюдения он преодолел расстояние в 409 км за 9,8 секунды. Он двигался со скоростью 41,74 км в секунду, которая существенно не изменилась во время полёта. Иржи Боровичка и Зденек Чеплеха из чехословацкой обсерватории Ондржеёв подсчитали, что замедление, вызванное трением объекта об атмосферу, достигло всего 1,7 м/с2 в перигее болида (ближайшей к Земле точке орбиты), а его скорость снизилась всего на 0,012 км в секунду (менее 0,03 %). Это хорошо согласуется с результатами компьютерного моделирования, проведённого Д. В. Олсоном, Р. Л. Дошером и К. М. Уотсоном из Юго-Западного Техасского государственного университета, которые пришли к выводу, что замедление составляло менее 0,5 м/с2, за исключением нескольких секунд вблизи перигея.

Часть траектории полёта метеороида над Чехословакией и Польшей, которая была запечатлена камерами Европейской болидной сети

С помощью компьютерного моделирования также были рассчитаны значения мгновенной видимой звёздной величины в атмосфере. Начальной точкой для моделирования полёта метеороида была выбрана высота 250 км, которую он прошёл задолго до того, как камеры Европейской болидной сети начали его фиксировать. Его видимая звёздная величина изначально имела значение +5,7, но объект довольно быстро становился ярче. Программа дала значение видимой звёздной величины -5,7, когда метеороид был замечен одной из камер, и -6,3 в его перигее. Затем он начал тускнеть до видимой звёздной величины -5,4, когда его в последний раз зафиксировали камеры, а последнее расчётное значение видимой звёздной величины равнялось +6,0 на высоте 257 км. Однако эти значения не совсем точны, так как программа работала с упрощённым предположением, что светоотдача болида не менялась вдоль траектории. Первоначальное значение видимой звёздной величины очень близко к пределу наблюдения невооружённым глазом. Например, слабые звёзды со значением видимой звёздной величины +6 можно наблюдать только в тёмной сельской местности, на расстоянии примерно в 150 км от крупных городов. Для сравнения, это значение соответствует видимой звёздной величине Урана. В самом ярком состоянии объект был в несколько раз ярче максимальной звёздной величины Венеры (-4,8).
| Параметры болида    | Начало                          | Перицентр                       | Конец                           |
| ------------------- | ------------------------------- | ------------------------------- | ------------------------------- |
| Скорость            | 41,74 км/с                      | 41,74 км/с                      | 41,74 км/с                      |
| Высота              | 103,7 км                        | 98,67 км                        | 100,4 км                        |
| Координаты          | 49°03′00″ с. ш. 17°39′00″ в. д. | 51°21′00″ с. ш. 17°18′00″ в. д. | 52°40′59″ с. ш. 17°04′01″ в. д. |
| Абсолютная величина | −5,6                            | −6,2                            | −6,1                            |
| Видимая величина    | −5,7                            | −6,3                            | −5,4                            |

## Физические характеристики
Метеороид был охарактеризован как болид типа I, то есть обыкновенный хондрит. Когда он вошёл в атмосферу Земли, его масса, рассчитанная на основе измеренных значений абсолютной звёздной величины и скорости, составляла около 44 кг. Исходя из известных объёмных плотностей обыкновенных хондритов (3,40 ± 0.15 г/см3 для обыкновенных хондритов группы H, 3.40 ± 0.15 г/см3 для группы L и 3.29 ± 0.17 г/см3 для группы LL), был получен приблизительный диаметр метеороида от 28,5 до 30 см. Во время нахождения в атмосфере он потерял примерно 350 г массы. Компьютерное моделирование показало, что он начал терять массу примерно в тот момент, когда его стали фиксировать камеры Европейской болидной сети, на высоте 100,6 км. Потеря массы продолжалась 35 секунд, пока он не достиг высоты 215,7 км. Его поверхность расплавилась от трения об атмосферу, но после удаления от Земли снова начала затвердевать, покрывшись типичной корой плавления метеорита.
Метеороид не представлял опасности. Даже если бы он дошёл до нижних слоёв атмосферы, он нагрелся бы настолько сильно, что взорвался высоко над Землёй, и только некоторые мелкие частицы (метеориты) в конечном итоге могли достичь земной поверхности.

## Орбита

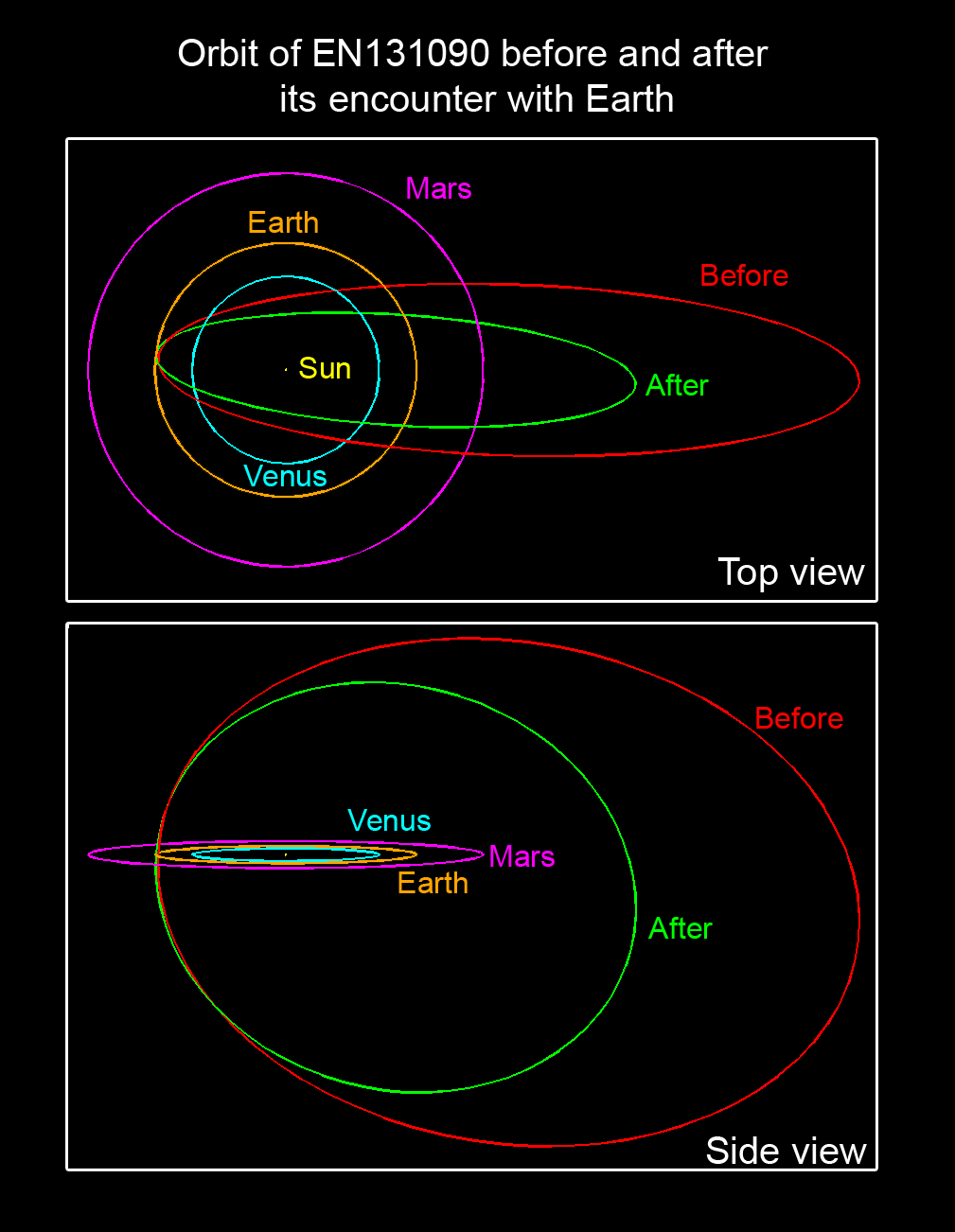
Орбита метеороида до и после прохождения земной атмосферы

Поскольку болид был зафиксирован двумя камерами Европейской болидной сети, стало возможным рассчитать траекторию его полёта через атмосферу, а затем и характеристики его орбиты как до, так и после пролёта возле Земли. Расчёты были опубликованы чешскими астрономами Павлом Спурни, Зденеком Чеплехом и Иржи Боровичкой из обсерватории Ондржеёв. Они продемонстрировали, что гравитационное взаимодействие с Землёй значительно изменило орбиту метеороида. Так, афелий (наиболее удалённая от Солнца точка орбиты) и орбитальный период уменьшились почти до половины своих первоначальных значений. Объект первоначально находился на орбите с большим наклоном (71°), который после выхода объекта из атмосферы ещё ненамного увеличился (74°).
| Орбитальные характеристики | Перед пролётом       | После пролёта        |
| -------------------------- | -------------------- | -------------------- |
| Большая полуось            | 2,72 ± 0,08 а.е.     | 1,87 ± 0,03 а.е.     |
| Эксцентриситет орбиты      | 0,64 ± 0,01          | 0,473 ± 0,009        |
| Перигелий                  | 0,9923 ± 0,0001 а.е. | 0,9844 ± 0,0002 а.е. |
| Афелий                     | 4,45 ± 0,15 а.е.     | 2,76 ± 0,07 а.е.     |
| Аргумент перицентра        | 9,6 ± 0,1°           | 16,6 ± 0,2°          |
| Долгота восходящего узла   | 19,671°              | 19,671°              |
| Наклонение                 | 71,4 ± 0,2°          | 74,4 ± 0,2°          |
| Орбитальный период         | 4,5 ± 0,2 года       | 2,56 ± 0,06 года     |

## Подобные события
Хотя вхождение метеороидов в атмосферу Земли очень распространено, регистрации подобных пролётов коснувшихся метеоров через верхние слои атмосферы довольно редки. Вероятно, первым достоверно задокументированным таким явлением был Большой метеор 1860 года над штатом Нью-Йорк (США). Метеороид 13 октября 1990 года часто сравнивается с Большим дневным болидом 1972 года над Ютой (США) и Альбертой (Канада), который является первым научно наблюдаемым и изученным событием такого типа. Болид 1972 года был более чем в тысячу раз массивнее и приблизился на 40 км ближе к поверхности Земли по сравнению с объектом 1990 года. Данные наблюдений событий 1972 и 1990 годов помогли разработать методы вычисления траекторий таких объектов, которые в будущем были применены для расчёта траектории другого коснувшегося метеора, наблюдаемого 29 марта 2006 года над Японией.

## Комментарии
1. 1 2  По всемирному времени, местное центральноевропейское время на час больше.
2. ↑  Это чуть ниже линии Кармана, находящейся на высоте 100 км и считающейся границей земной атмосферы[4].
3. 1 2  Речь о наблюдаемой скорости (то есть скорости, зафиксированной приборами, но исправленной с учётом погрешности измерений[5]). Геоцентрическая скорость (то есть скорость относительно Земли, орбитальная скорость которой составляет около 30 км/с) составила 40,22 км/с[6].